# Vuelo transatlántico

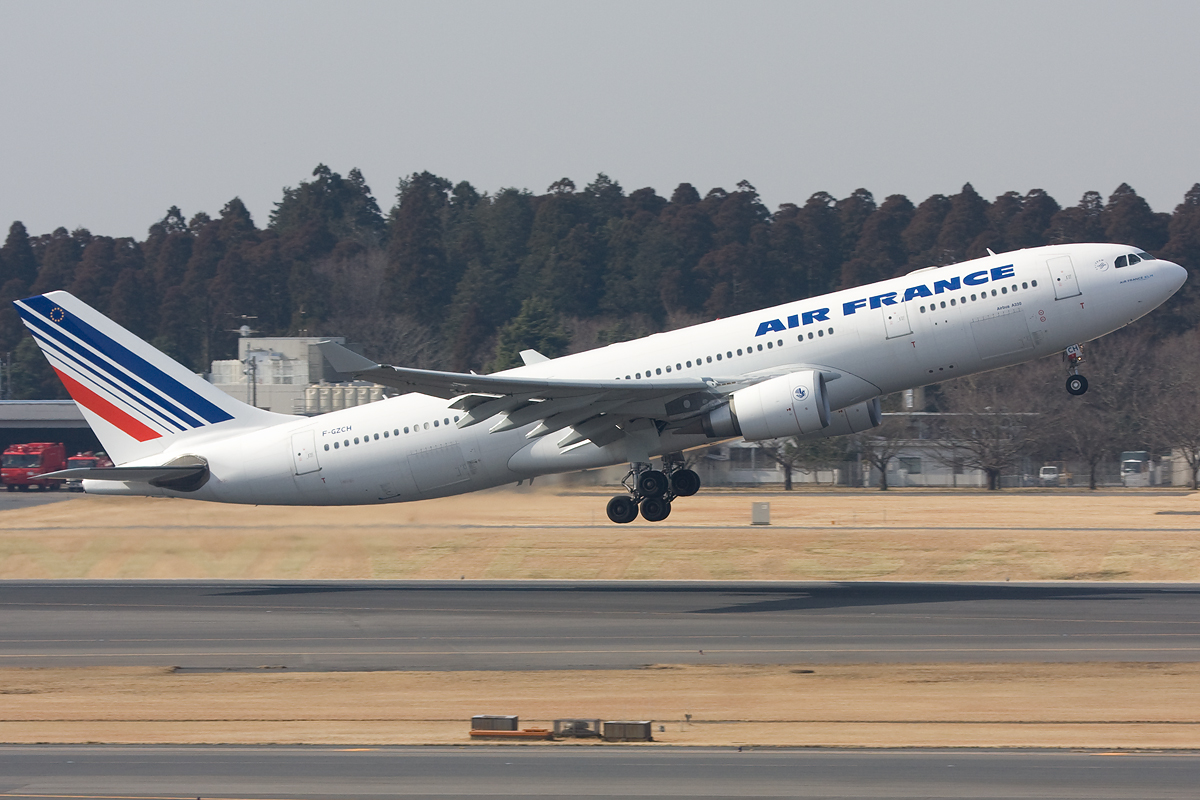
Aeronave de Air France, típico avión transatlántico.

Un vuelo transatlántico es el vuelo de una aeronave, ya sea de un avión, globo u otras aeronaves, que incluye atravesar el Océano Atlántico — empezando desde América del Norte o América del Sur y terminando en Europa o África, o viceversa.
Los problemas que enfrentaba la aviación a principios de su historia incluyen la falta de fiabilidad de los primeros motores, serie limitada (lo que les impedía volar continuamente en períodos de tiempo necesario para atravesar completamente el Atlántico), la dificultad de navegar sobre aguas abiertas de miles de millas, y el impredecible y a menudo violento clima del Atlántico Norte. Los primeros vuelos transatlánticos, tanto en dirigible como en avión, se realizaron en el año 1919, perfeccionándose con posterioridad. Hoy, sin embargo, los vuelos transatlánticos comerciales son una rutina muy común. Sin embargo los vuelos experimentales (en globos, aviones pequeños, etc) todavía presentan desafíos.

## Historia

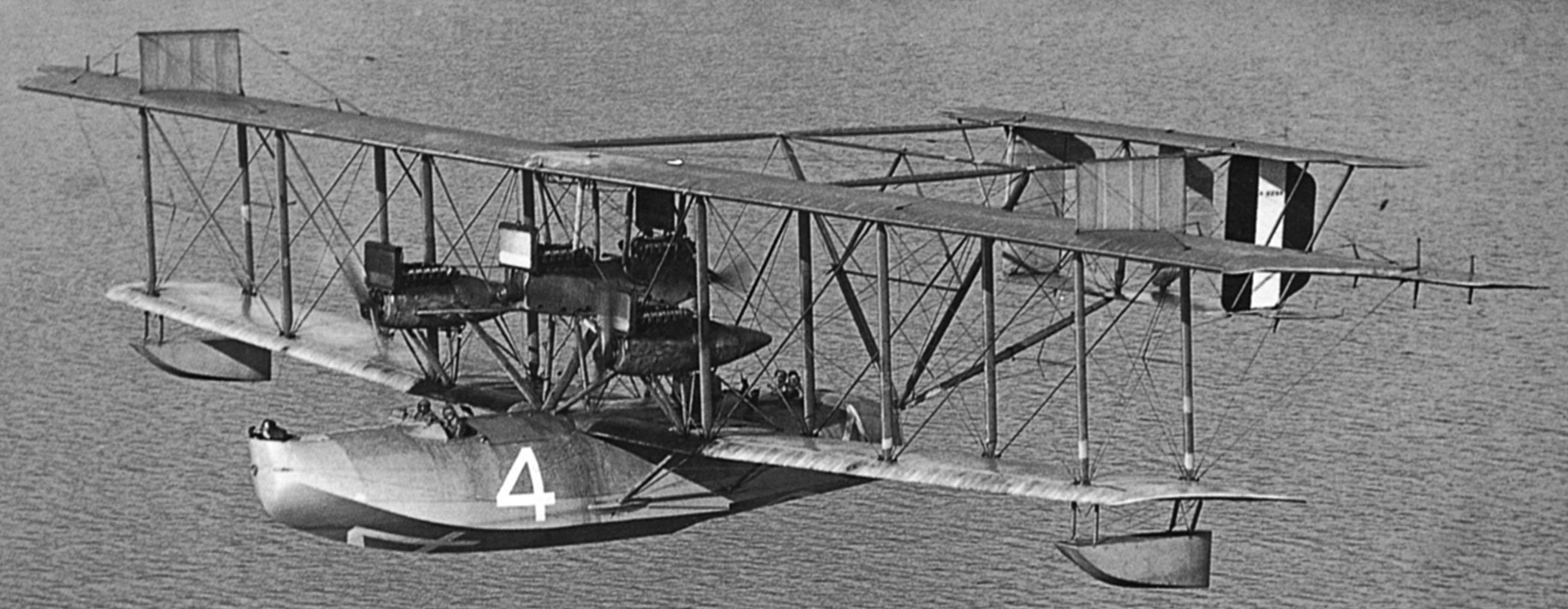
El Curtiss NC-4 en 1919.

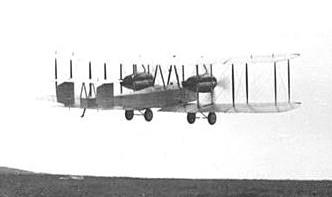
El Vickers Vimy de Alcock y Brown.

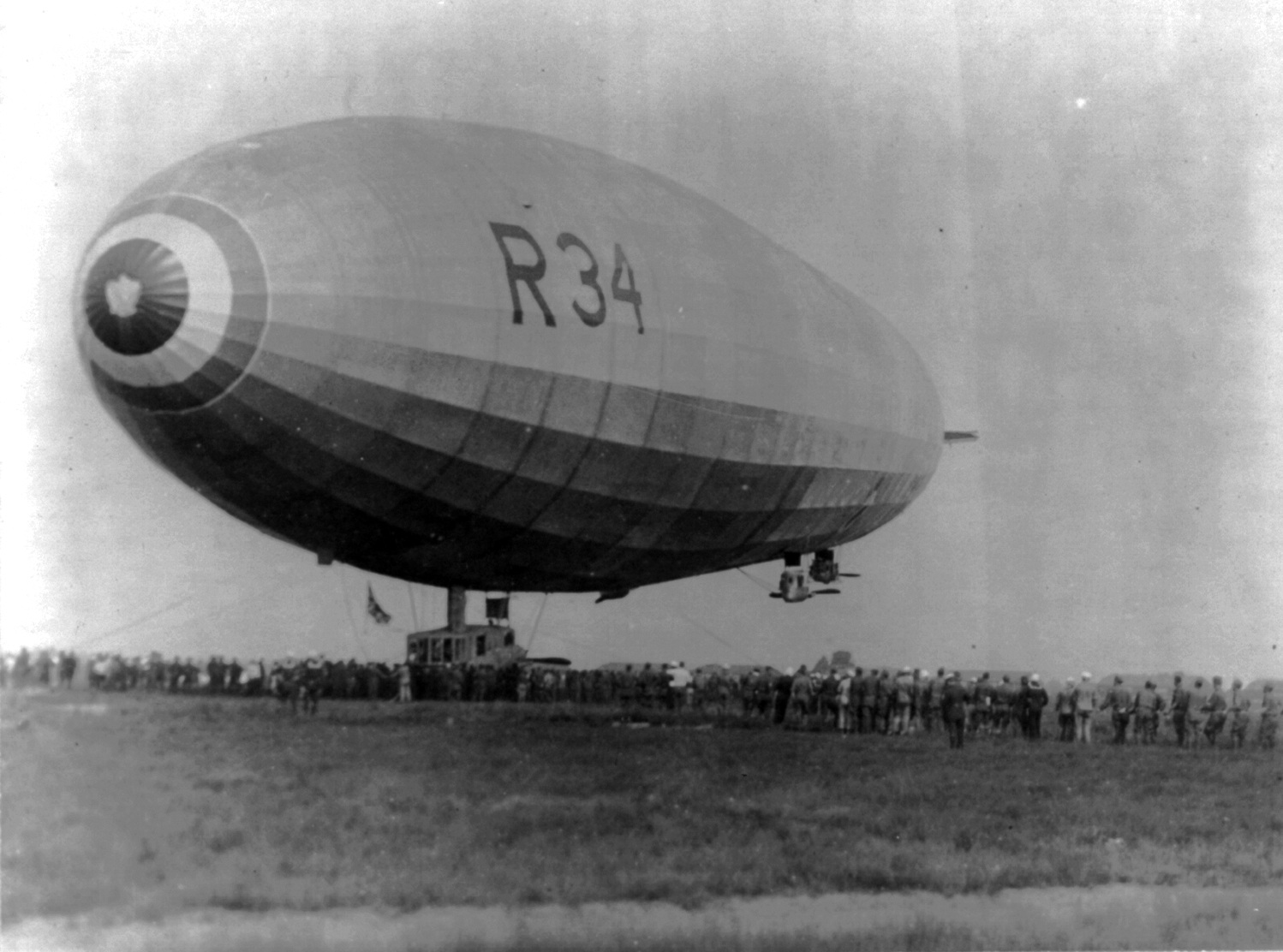
El R34 en Mineola en julio de 1919.

Con el progresivo desarrollo de los globos aerostáticos a partir del siglo XVIII y de los posteriores dirigibles, la posibilidad de vuelos transatlánticos fue más patente. Así por ejemplo, el 13 de abril de 1844 el periódico The Sun de Nueva York publicó como noticia real el llamado The Balloon-Hoax describiendo el primer vuelo en globo entre Europa y América. El texto era un relato de ciencia ficción de Edgar Allan Poe y las primeras tentativas no se producirían hasta casi 75 años después, cuando, tras el nacimiento de la aviación en la década de 1900, se producen varios vuelos pioneros en el período de entreguerras.

### Pioneros
En apenas tres meses (mayo, junio y julio) de 1919 se produjeron tres importantes hitos, al iniciarse tentativamente la comunicación aérea entre Europa y América por la ruta atlántica:
- Del 8 de mayo al 31 del mismo mes, el hidroavión de la U.S. Navy Curtiss NC-4, pilotado por Albert Read, viajó 7.284 km, desde Rockaway, Nueva York, hasta Plymouth (Inglaterra), haciendo paradas en Trepassey (Terranova), Faial y Ponta Delgada (ambas en las islas Azores) y Lisboa (Portugal). El tramo más largo sin paradas fue desde Trepassey a Faial en las Azores, 1900 km que recorrió en 15h 18m, pero debido a las paradas en cada escala, el viaje completo tardó 23 días en realizarlo.
- Entre el 14 y el 15 de junio los británicos John William Alcock y Arthur Whitten Brown, realizaron la primera travesía trasatlántica en un avión Vickers Vimy modificado. Partieron desde Nueva Escocia (Canadá), hasta Clifden (Irlanda). El vuelo recorrió 3.630 km, y duró aproximadamente 16 horas con 12 minutos.[7]
- El dirigible R34 hizo el primer viaje de ida y vuelta sobre el Atlántico, comandado por George Scott.[8][9] El R34 abandonó Norfolk, Reino Unido el 2 de julio de 1919, llegando a Mineola, Long Island, EE. UU. el 6 de julio, tras un vuelo de 108 horas. El viaje de vuelta se produjo del 10 al 13 de julio, en 75 horas.

### Popularización
- 1922, 17 de junio: los portugueses Gago Coutinho y Sacadura Cabral realizan la primera travesía aérea del Atlántico sur, empleando el hidroavión Lusitania, un Fairey IIID Mk II modificado.[10]
- 1924:

- El 28 de septiembre: un equipo de 4 aviones Douglas World Cruiser de las Fuerzas Aéreas del Ejército de los Estados Unidos realizan con éxito la primera circunnavegación aérea durante 175 días, recorriendo más de 42.000 kilómetros.
- En octubre de 1924, el zepelín ZR-3 (LZ-126), viajó desde Alemania hasta Nueva Jersey pilotado por Hugo Eckener, en un vuelo de 6.400 km.

- El 10 de febrero de 1926 el hidroavión español Plus Ultra, a los mandos de Ramón Franco y Julio Ruiz de Alda, cruzó el Atlántico Sur desde la localidad de Palos de la Frontera (Huelva, España) hasta Buenos Aires (Argentina).[13]
- 1927:

- En abril se produjo un nuevo vuelo transatlántico, pilotado por el brasileño João Ribeiro de Barros, con la asistencia de João Negrão (copiloto), Newton Braga (navegante), y Vasco Cinquini (mecánico), a bordo del hidroplano Jahú. Los cuatro aviadores iniciaron su viaje en Génova, Italia, con destino a Santo Amaro (São Paulo), haciendo paradas en España, Gibraltar, Cabo Verde y Fernando de Noronha.
- 21 de mayo: Charles Lindbergh vuela con su avión, el Spirit of Saint Louis a través del Atlántico sin paradas en vuelo solitario desde Nueva York a París, recorriendo más de 5.800 km, en 33 horas y media.
- El primer vuelo comercial de pasajeros transatlántico se inició el 4 de junio; el pasajero fue Charles A. Levine. El piloto de su vuelo fue Clarence D. Chamberlin. El viaje se produjo a bordo de un Wright-Bellanca WB-2 modificado, desde Roosevelt Field, Nueva York, hasta Eisleben, Alemania.
- Entre el 29 de junio y el 1 de julio, Richard Byrd y su tripulación volaron en un Fokker F.VIIa/3m desde Nueva York hasta Francia.
- 14 de octubre: los franceses Dieudonne Costes y Joseph Le Brix realizaron la primera travesía aérea sin escalas del Atlántico sur, volando desde Saint Louis (Senegal) hasta Natal (Brasil) a bordo de un Breguet 19, en un vuelo que iba desde París hasta Buenos Aires.

- 1928:

- El 12-13 de abril, Gunther von Huenfeld y Hermann Köhl (de Alemania) y James Fitzmaurice (de Irlanda), consiguieron volar a bordo de su Junkers W33 3.330 km, desde Baldonnell, cerca de Dublín, Irlanda, hasta Labrador, en 36½ horas.
- En junio de 1928 Amelia Earhart se convierte en la primera mujer en volar a través del Atlántico, en un Fokker F.VII, junto al piloto Wilmer Stultz y al mecánico Louis Gordon.
- En octubre, el Graf Zeppelin realizó su primer vuelo transatlántico, de 9.926 km y 111 horas, desde Friedrichshafen (Alemania) hasta Lakehurst (EE. UU.), llegando a la costa estadounidense las 10 a. m., por Cape Charles, Virginia, el 15 de octubre, pasando sobre Washington D. C., a las 12:20 p. m., Baltimore a la 1 p. m., Filadelfia a las 2:40 p. m., Nueva York a las 4 p. m., y aterrizando en la Lakehurst Naval Air Station a las 5:38 p. m.. Emprendió el viaje de regreso el 29 de octubre, llegando a Friedrichshafen el 1 de noviembre.

- Entre 1 de agosto de 1929 y el 5 de agosto, Hugo Eckener, pilotando el LZ 127 Graf Zeppelin cruzó el Atlántico tres veces, en varios viajes alrededor del globo.[26]

### Consolidación
- 1932:

- Se inicia la primera línea regular aérea de transporte de pasajeros sobre el Atlántico, en viajes comerciales de Alemania a Brasil, a bordo del Graf Zeppelin.
- Exactamente 5 años después de su anterior vuelo transatlántico, el 20 de mayo de 1932, Amelia Earhart voló desde Harbour Grace, Terranova y Labrador, a Gran Bretaña, pilotando un Lockheed Vega. Se convirtió así en la primera mujer en hacer el viaje transatlántico sola.

- En junio de 1933 el vuelo del Cuatro Vientos une España (Sevilla) con Cuba (Camagüey), después de 39 horas y 55 minutos de vuelo y 7.895 km.
- Desde febrero de 1934 Deutsche Lufthansa empezó a operar una línea regular de correo aéreo entre Rio Grande do Norte, y Banjul, Gambia, que continuaba a través de las islas Canarias y España hasta Stuttgart, Alemania.[27]
- A partir de diciembre de 1935, Air France explota también una línea regular de correo aéreo transatlántico.
- 1937:

- Al finalizar un vuelo de pasajeros transatlático en mayo de 1937 ocurre el accidente del LZ 129 Hindenburg, que destruye la popularidad de los dirigibles.
- El 5 de julio Harold Gray, de la compañía aérea Pan American despegó desde Botwood, Terranova, hasta Foynes, Irlanda, en un Sikorsky S-42, empezando las pruebas para una posible línea transatlántica de aviones de pasajeros.

- El 24 de junio de 1939 Pan American inauguró la primera línea regular transatlántica de aviones de pasajeros entre Nueva York y Marsella, Francia, usando aparatos Boeing 314.